# Premier League Malti 1982-1983
L'edizione 1982-1983 della Premier League maltese è stata la sessantottesima edizione della massima serie del campionato maltese di calcio. Il titolo è stato vinto dagli Ħamrun Spartans. Il torneo ha visto la prima retrocessione subita dagli Sliema Wanderers, una delle compagini più titolate del paese.

## Classifica
|   | Classifica       | G  | V  | N | P  | GF | GS | Dif | Pt |
| - | ---------------- | -- | -- | - | -- | -- | -- | --- | -- |
| 1 | Ħamrun Spartans  | 14 | 10 | 4 | 0  | 24 | 4  | +20 | 24 |
| 2 | Valletta         | 14 | 7  | 2 | 5  | 15 | 13 | +2  | 16 |
| 3 | Rabat Ajax       | 14 | 6  | 4 | 4  | 19 | 16 | +3  | 16 |
| 4 | Hibernians       | 14 | 4  | 7 | 3  | 16 | 14 | +2  | 15 |
| 5 | Zurrieq          | 14 | 4  | 6 | 7  | 7  | 8  | -1  | 14 |
| 6 | Floriana         | 14 | 3  | 7 | 4  | 8  | 7  | +1  | 13 |
| 7 | Sliema Wanderers | 14 | 4  | 4 | 6  | 14 | 11 | +3  | 12 |
| 8 | Zebbug Rangers   | 14 | 0  | 2 | 12 | 5  | 33 | -28 | 2  |

## Verdetti finali
- Ħamrun Spartans Campione di Malta 1982-1983
- Sliema Wanderers e Zebbug Rangers retrocesse.